# Holger Vistisen
Holger Vistisen (* 13. Juni 1932 in Kopenhagen; † 13. Februar 2007) war ein dänischer Schauspieler.

## Werdegang
Holger Vistisen trat bereits im Jahr 1937 als Fünfjähriger im Film Plat eller krone auf. Seit den 1950er-Jahren spielte Vistisen, der nie eine Schauspielschule besuchte, an zahlreichen Kopenhagener Bühnen wie etwa dem ABC-Teatret, dem Avenyteatret oder der Amager-Scenen. Im dänischen Film war er vor allem in den 1960er und 1970er Jahren ein viel beschäftigter Nebendarsteller, so wurde er unter anderem in acht Filmen der Olsenbande eingesetzt. Insgesamt war er in etwa 110 Filmen und Fernsehproduktionen zu sehen.
Holger Vistisen war verheiratet. Er starb im Alter von 74 Jahren. Seine Grabstätte befindet sich auf dem Bispebjerg-Kirkegard.

## Filmografie
- 1937: Plat eller krone
- 1956: Den store gavtyv
- 1956: Ein Mädel zum Küssen (Kispus)
- 1956: Kristiane af Marstal
- 1956: Flintesønnerne
- 1957: Englen i sort
- 1957: Tag til marked i Fjordby
- 1958: Hinein ins Vergnügen (Soldaterkammerater)
- 1959: Einesteils der Liebe wegen (Poeten og Lillemor)
- 1959: Helle for Helene
- 1959: De sjove år
- 1959: Uns kann keiner (Soldaterkammerater rykker ud)
- 1959: Pigen i søgelyset
- 1961: Einer unter vielen (Een blandt mange)
- 1961: To skøre hoveder
- 1962: Prinsesse for en dag
- 1962: Soldaterkammerater på sjov
- 1963: Das tosende Himmelbett (Pigen og pressefotografen)
- 1963: Støvsugerbanden
- 1963: Hvad med os?
- 1963: Støv for alle pengene
- 1964: Blindgänger vom Dienst (Majorens oppasser)
- 1964: Alt for kvinden
- 1964: Jungfernstreich (5 mand og Rosa)
- 1964: Kampen om Næsbygård
- 1964: Don Olsen kommer til byen
- 1965: Die Flottenpflaume (Flådens friske fyre)
- 1965: 39 Seemänner und ein Mädchen (Een pige og 39 sømænd)
- 1965: Hold da helt ferie
- 1966: Ih, du forbarmende
- 1966: Tugend läuft Amok (Dyden går amok)
- 1966: Untreue (Utro)
- 1966: Slap af, Frede!
- 1967: Der schmucke Arne und Rosa (Smukke-Arne og Rosa)
- 1967: Martha
- 1967: Sünder überall (Min søsters børn på bryllupsrejse)
- 1967: Nyhavns glade gutter
- 1967: Far laver sovsen
- 1968: Als im P... das Licht ausging (Lille mand, pas på!)
- 1969: Mig og min lillebror og storsmuglerne
- 1968: Min søsters børn vælter byen
- 1968: Stormvarsel
- 1969: Midt i en jazztid
- 1969: Helle for Lykke
- 1969: Beichte eines Porno-Mädchens (Sonja – 16 år)
- 1969: Die Olsenbande in der Klemme (Olsen-banden på spanden)
- 1969: Ta' lidt solskin
- 1970: Mazurka im Bett (Mazurka på sengekanten)
- 1970: Oktoberdage
- 1971: Guld til præriens skrappe drenge
- 1972: Motorvej på sengekanten
- 1972: Die Olsenbande und ihr großer Coup (Olsen-bandens store kup)
- 1972: Manden på Svanegården
- 1973: Dr. Knock (Fernsehfilm)
- 1973: På´en igen Amalie
- 1973: Romantik på sengekanten
- 1973: Fætrene på Torndal
- 1973: Die Olsenbande läuft Amok (Olsen-banden går amok)
- 1973: Afskedens Time
- 1974: Tilløkke Herbert! (Fernsehfilm)
- 1974: Den kyske levemand
- 1974: Der (voraussichtlich) letzte Streich der Olsenbande (Olsen-bandens sidste bedrifter)
- 1974–1977: Oh, diese Mieter (Huset på Christianshavn; Fernsehserie; 4 Episoden)
- 1976: Den korte sommer
- 1976: Hopla på sengekanten
- 1976: Blind makker
- 1977: Alt på et bræt
- 1977: Pas på ryggen, professor
- 1977: En by i provinsen (Fernsehserie; Episodenrolle)
- 1977: Die Olsenbande schlägt wieder zu (Olsen-banden deruda’)
- 1978: Firmaskovturen
- 1978: Ludvigsbakke (Fernsehmehrteiler)
- 1978: Die Olsenbande steigt aufs Dach (Olsen-banden går i krig)
- 1978: Fængslende feriedage
- 1979: Krigernes børn
- 1979: Johnny Larsen
- 1979: Die Olsenbande ergibt sich nie (Olsen-banden overgiver sig aldrig)
- 1979–1981: Die Leute von Korsbaek (Matador, Fernsehserie)
- 1980: Undskyld vi er her
- 1981: Cirkus Casablanca
- 1981: Har du set Alice?
- 1981: Die Olsenbande fliegt über die Planke (Olsen-bandens flugt over plankeværket)
- 1982: Kidnapning
- 1983: Forræderne
- 1984: Kopenhagen – mitten in der Nacht (Midt om natten)
- 1984: Suzanne og Leonard
- 1985: Den kroniske uskyld
- 1989: 300 Meilen bis zum Himmel (300 mil do nieba)
- 1991: Ugeavisen (Fernsehserie; Episodenrolle)
- 1992: Karlsvognen
- 1994: Frihetens skugga (Fernsehmehrteiler)
- 1995: Elsker – elsker ikke
- 1996: Bryggeren (Fernsehserie; Episodenrolle)
- 2000: Her i nærheden
- 2002: Bertram og Co.
- 2003: Nikolaj og Julie (Fernsehserie; Episodenrolle)
- 2005: Krøniken (Fernsehserie; Episodenrolle)